# Tipula paravelox
Tipula paravelox är en tvåvingeart som beskrevs av Günther Theischinger 1987. Tipula paravelox ingår i släktet Tipula och familjen storharkrankar. Inga underarter finns listade i Catalogue of Life.